# Szkolnictwo wojskowe w Imperium Rosyjskim
Szkolnictwo wojskowe w Imperium Rosyjskim – ogół instytucji edukacyjnych działających w Imperium Rosyjskim.
W pierwszym kwartale XIX wieku zorganizowano szkoły specjalne: Inżynieryjną (1810, od 1855 Nikołajewska Akademia Inżynieryjna, zamkniętą w 1918), Przewodników Kolumn (1815, zlikwidowana w 1826), Artyleryjską (1820, od 1849 Michajłowska Akademia Artylerii, zamknięta w 1915), Petersburską Topografów (1822, od 1866 Wojskowo-topograficzna, funkcjonowała do 1919 r.).
Podczas reorganizacji instytucji szkolenia wojskowego w 1863 na bazie klas specjalnych wszystkich korpusów kadeckich z wyjątkiem fińskiego, orenburskiego i syberyjskiego, zorganizowano szkoły wojskowe: 3 piechoty (Pawłowska Szkoła Wojskowa, dziedziczyła tradycje Wojskowego Domu Sierot (1798), Konstantynowska Szkoła Wojskowa – Pułku Szlacheckiego (1807) i Aleksandrowska Szkoła Wojskowa) oraz 1 kawalerii (Nikołajewska Szkoła Kawalerii, 1865, dziedzicząca tradycje Szkoły Chorążych Gwardyjskich (1823)). Do szkół wojskowych przyjmowano absolwentów gimnazjów wojskowych.
W 1861 r. w Finlandii, a od 1864 przy sztabach okręgów wojskowych zorganizowano szkoły junkierskie (piechoty, kawalerii i kozackie). Przyjmowano do nich osoby, które nie ukończyły szkoły średniej, edukacja była prowadzona według skróconych programów. W latach 1897–1910 szkoły junkierskie stopniowo przekształcano w szkoły wojskowe.
Aby zaspokoić potrzeby w zakresie oficerów artylerii i saperów w 1894 Konstantynowska Szkoła Wojskowa została przekształcona w szkołę artylerii, w latach 1913–1915 zorganizowano Nikołajewską i Siergiejewską Artylerii oraz Aleksiejewską Szkołę Inżynieryjną.
Podczas I wojny światowej szkoły wojskowe przeszły na przyspieszony kurs nauki. Do 1917 roku było 25 szkół wojskowych: 13 piechoty, 3 kawalerii, 2 kozackie, 4 artylerii, 2 inżynieryjne i wojskowo-topograficzne. Szkoły piechoty, kawalerii i kozackie były prowadzone przez Główny Zarząd Wojskowych Instytucji Szkolnych (Главное управление военно-учебных заведений), artylerii – Główny Zarząd Artylerii (Главное артиллерийское управление), inżynieryjne – Główny Wojskowy Zarząd Techniczny (Главное военно-техническое управление), wojskowo-topograficzne – Główny Zarząd Sztabu Generalnego (Главное управление Генерального штаба).
Szkoły wojskowe zostały rozwiązane w latach 1917–1919.